# Melhoramento por mutação
O melhoramento genético por mutação é o processo de exposição de sementes a produtos químicos, radiação ou enzimas para gerar organismos mutantes com características desejáveis para serem cruzados com outras cultivares. As plantas criadas por meio de mutagênese são às vezes chamadas de plantas mutagênicas ou sementes mutagênicas.
De 1930 a 2014, mais de 3.200 variedades de plantas mutagênicas foram lançadas que foram obtidas como mutantes diretos (70%) ou de sua progênie (30%). As culturas agrícolas representam 75% das espécies mutagênicas lançadas, sendo os 25% restantes plantas ornamentais ou decorativas. No entanto, embora a FAO/AIEA tenha relatado em 2014 que mais de 1.000 variedades mutantes das principais culturas básicas estavam sendo cultivadas em todo o mundo, não está claro quantas dessas variedades são atualmente usadas na agricultura ou horticultura em todo o mundo, já que essas sementes nem sempre são identificadas ou rotuladas como tendo uma proveniência mutagênica.

## História
De acordo com a historiadora de jardins Paige Johnson:
Após a Segunda Guerra Mundial, houve um esforço coordenado para encontrar usos “pacíficos” para a energia atômica. Uma das ideias era bombardear plantas com radiação para produzir muitas mutações, na esperança de que algumas delas levassem ao surgimento de plantas que dessem mais frutos, fossem resistentes a doenças ou ao frio, ou simplesmente tivessem cores incomuns. Os experimentos foram realizados principalmente em imensos “jardins gama” nos terrenos de laboratórios nacionais dos Estados Unidos, mas também na Europa e em países da então URSS.

## Processos
Existem diferentes tipos de melhoramento mutagênico, como o uso de agentes químicos mutagênicos como metanossulfonato de etila e sulfato de dimetila, radiação ou transposons para gerar mutantes. O melhoramento por mutação é comumente usado para produzir características em culturas agrícolas, como sementes maiores, novas cores ou frutas mais doces, que não podem ser encontradas na natureza ou foram perdidas durante a evolução.

### Radiação
A exposição de plantas à radiação é às vezes chamada de melhoramento por radiação e é uma subclasse do melhoramento mutagênico. A reprodução por radiação foi descoberta na década de 1920, quando Lewis Stadler, da Universidade do Missouri, usou raios X em milho e cevada. No caso da cevada, as plantas resultantes eram brancas, amarelas, amarelo-claras e algumas tinham listras brancas. Em 1928, Stadler publicou pela primeira vez suas descobertas sobre mutagênese induzida por radiação em plantas. Durante o período de 1930 a 2024, variedades mutantes induzidas por radiação foram desenvolvidas principalmente usando raios gama (64%) e raios X (22%), embora outras fontes de radiação, como microondas ou fótons e elétrons de alta energia, possam ser aplicadas.
A reprodução por radiação ocorre na jardinagem atômica, uma técnica desenvolvida após a Segunda Guerra Mundial que expõe  plantas à radiação, particularmente usando raios gama, em locais chamados "jardins gama", cientistas esperavam gerar variedades com características úteis, além disso, sementes foram enviadas para a órbita a fim de expô-las a mais radiação cósmica.
Ultravioleta tem sido usado, por exemplo, para produzir knockouts para a investigação de mecanismos de virulência de patógenos de plantas.

#### Melhoramento no espaço
A capacidade das plantas de se desenvolverem e prosperarem no espaço depende de condições como microgravidade e radiação cósmica. A China vem experimentando essa teoria enviando sementes ao espaço, testando se voos espaciais causarão mutações genéticas. Desde 1987, a China cultivou 66 variedades mutantes do espaço por meio de seu programa de melhoramento espacial. As aberrações cromossômicas aumentaram consideravelmente quando as sementes foram enviadas ao espaço, em comparação com suas contrapartes terrestres. O efeito do voo espacial nas sementes depende de sua espécie e variedade. Por exemplo, o trigo criado no espaço apresentou um grande crescimento na germinação de sementes em comparação com seu controle terrestre, mas o arroz criado no espaço não apresentou vantagem visível em comparação com seu controle. Para as variedades que sofreram mutação positiva pelo voo espacial, seu potencial de crescimento excedeu não apenas o de suas contrapartes terrestres, mas também o de suas contrapartes irradiadas na Terra. 
Comparadas às técnicas mutagênicas tradicionais, as mutações criadas no espaço têm maior eficácia, pois experimentam efeitos positivos em sua primeira geração de mutação, enquanto as culturas irradiadas frequentemente não apresentam mutações vantajosas em suas primeiras gerações. Embora múltiplos experimentos tenham demonstrado os efeitos positivos do voo espacial na mutação de sementes, não há uma conexão clara sobre qual aspecto aeroespacial produziu tais mutações vantajosas. Há muita especulação sobre a radiação cósmica ser a fonte de aberrações cromossômicas, mas até o momento, não há evidências concretas de tal conexão.
Embora o programa de melhoramento espacial da China tenha se mostrado muito bem-sucedido, o programa requer um grande orçamento e suporte tecnológico que muitos outros países não estão dispostos ou não podem fornecer, o que significa que este programa é inviável fora da China. Devido a tais restrições, os cientistas têm tentado replicar as condições espaciais na Terra a fim de promover as mesmas mutações espaciais convenientes na Terra. Uma dessas replicações é um espaço livre de campo magnético, que produz uma área com um campo magnético mais fraco do que o da Terra. O tratamento com essa técnica produziu resultados mutagênicos e tem sido usado para cultivar novas variedades mutantes de arroz e alfafa. Outras simulações das condições do espaço incluem a irradiação de sementes por um feixe pesado de íons de lítio-7 ou por partículas mistas de alta energia. Estas variedades criadas no espaço já estão a ser apresentadas ao público. Em 2011, durante a Exposição Nacional de Flores de Lótus na China, uma flor de lótus mutante, chamada "Sol do Espaço Exterior", foi exibida na exposição de flores.

#### Tecnologia de feixe de íons
Feixes de íons causam mutação no DNA ao deletar múltiplas bases do genoma. Em comparação com fontes tradicionais de radiação, como raios gama e raios X, feixes de íons demonstraram causar quebras mais severas no DNA, que são mais difíceis de recompor, fazendo com que a mudança no DNA seja mais drástica do que as mudanças causadas pela irradiação tradicional. Feixes de íons mudam o DNA de uma maneira que o faz parecer muito diferente de sua composição original, mais do que quando técnicas tradicionais de irradiação são usadas. A maioria dos experimentos usando tecnologia de feixe de íons foi conduzida no Japão. Instalações notáveis que usam essa tecnologia são o Aceleradores de Íons de Takasaki para Aplicações Avançadas de Radiação (TIARA) da Agência Japonesa de Energia Atômica, o Centro de Pesquisas com Aceleradores da RIKEN (Instituto de Pesquisa Física e Química) e diversas outras instituições japonesas. Durante o processo de radiação de feixe de íons, as sementes são colocadas entre dois filmes kapton e irradiadas por aproximadamente dois minutos. As frequências de mutação são notavelmente mais altas para radiação de feixe de íons em comparação com radiação de elétrons, e o espectro de mutação é mais amplo para radiação de feixe de íons em comparação com radiação de raios gama. O espectro de mutação mais amplo foi revelado através da quantidade amplamente variada de fenótipos de flores produzidos por feixes de íons. Flores mutadas pelos feixes de íons exibiram uma variedade de cores, padrões e formas. Através da radiação do feixe de íons, novas variedades de plantas foram cultivadas. Essas plantas tinham as características de serem resistentes à luz ultravioleta B (UV-B), resistentes a doenças e deficientes em clorofila . A tecnologia de feixe de íons tem sido usada na descoberta de novos genes responsáveis pela criação de plantas mais robustas, mas seu uso mais prevalente é comercialmente para a produção de novos fenótipos de flores, como crisântemos listrados.

#### Pólen maduro tratado com radiação gama
A radiação gama é tem sido usada no pólen de arroz maduro para produzir plantas progenitoras usadas para cruzamento. As características mutadas nas plantas progenitoras podem ser herdadas por suas plantas descendentes. Como o pólen de arroz tem uma vida útil muito curta, os pesquisadores tiveram que lançar raios gama em espigas cultivadas de plantas de arroz. Por meio de experimentos, foi revelado que havia uma maior variedade de mutações no pólen irradiado do que em sementes secas irradiadas. O pólen tratado com 46 Gy de radiação gama mostrou um aumento no tamanho geral do grão e outras variações úteis. Tipicamente, o comprimento de cada grão era maior após o cruzamento das plantas de arroz parentais irradiadas. A progênie do arroz também apresentou uma aparência menos opaca, melhorando em relação à aparência das plantas-mãe. Essa técnica foi usada para desenvolver duas novas cultivares de arroz, Jiaohezaozhan e Jiafuzhan, na China. Além de facilitar a criação dessas duas cultivares de arroz, a irradiação de pólen de arroz maduro produziu cerca de duzentas linhagens de arroz mutantes. Cada uma dessas linhagens produz grãos de arroz de maior qualidade e tamanho. As mutações produzidas por essa técnica variam a cada geração, o que significa que a reprodução posterior dessas plantas mutadas pode produzir novas mutações. Tradicionalmente, a radiação gama é usada apenas em plantas adultas, e não em pólen. A irradiação de pólen maduro permite que plantas mutantes cresçam sem contato direto com a radiação gama. Essa descoberta contrasta com o que se acreditava anteriormente sobre a radiação gama: que ela só poderia provocar mutações em plantas e não em pólen.

### Substâncias químicas
Altas taxas de aberrações cromossômicas resultantes da radiação ionizante e os efeitos prejudiciais acompanhados fizeram os pesquisadores procurarem fontes alternativas para induzir mutações. Como resultado, uma série de mutagênicos químicos foi descoberta. Os mutagênicos químicos mais amplamente usados são os agentes alquilantes . O metanossulfonato de etila (EMS) é o mais popular devido à sua eficácia e facilidade de manuseio, especialmente sua desintoxicação por hidrólise para descarte. Os compostos nitrosos são os outros agentes alquilantes amplamente usados, mas são sensíveis à luz e mais precauções precisam ser tomadas devido à sua maior volatilidade. O EMS tornou-se um mutágeno comumente utilizado para desenvolver um grande número de mutantes para triagem, como no desenvolvimento de populações TILLING. Embora muitos produtos químicos sejam mutagênicos, apenas alguns foram usados no melhoramento prático, pois as doses precisam ser otimizadas e também porque a eficácia não é alta em plantas para muitos.

### Enzimas de restrição
O interesse no uso de enzimas/endonucleases de restrição bacterianas – por exemplo Fok1 e CRISPR/Cas9 – para estudar quebras de fita dupla no DNA de plantas começou em meados dos anos 1990. Essas quebras no DNA, também conhecidas como DSBs (double-strand breaks), foram identificadas como a origem de muitos danos cromossômicos em eucariotos, causando mutações em variedades vegetais. As enzimas de restrição induzem efeitos no DNA das plantas semelhantes aos da radiação ionizante ou de substâncias radiomiméticas. Quebras com extremidades lisas (cortadas no mesmo ponto), ao contrário das com extremidades coesivas (cortadas em pontos diferentes), mostraram produzir mais variações nos danos cromossômicos, sendo consideradas o tipo mais útil de quebra para o melhoramento por mutação. Embora a relação das enzimas de restrição com aberrações cromossômicas seja, em sua maioria, limitada à pesquisa com DNA de mamíferos, o sucesso desses estudos levou os cientistas a investigar mais os danos cromossômicos e ao DNA induzidos por enzimas de restrição em genomas de cevada. Devido à capacidade das endonucleases de causar danos ao DNA e aos cromossomos, as enzimas de restrição têm o potencial de ser utilizadas como um novo método de mutagênese, promovendo o surgimento de variedades vegetais mutantes.

## Comparação com outras técnicas
No debate sobre alimentos geneticamente modificados, o uso de processos transgênicos é frequentemente comparado e contrastado com processos mutagênicos. Embora a abundância e a variação de organismos transgênicos nos sistemas alimentares humanos e seu efeito na biodiversidade agrícola, na saúde dos ecossistemas e na saúde humana sejam relativamente bem documentados, as plantas mutagênicas e seu papel nos sistemas alimentares humanos são menos conhecidos, com um jornalista escrevendo: "Embora pouco conhecido, o melhoramento genético por radiação produziu milhares de mutantes úteis e uma fração considerável das safras do mundo... incluindo variedades de arroz, trigo, cevada, peras, ervilhas, algodão, hortelã-pimenta, girassóis, amendoim, toranja, gergelim, bananas, mandioca e sorgo."
No Brasil, as plantas obtidas por mutagênese aleatória com radiação ou agentes químicos são consideradas equivalentes às variantes espontâneas que poderiam surgir na natureza, não sendo necessárias as etapas de análise exigidas para organismos transgênicos. Já no caso das técnicas de mutagênese dirigida que não introduzem material genético externo, os eventos são analisados caso a caso. O responsável deve apresentar um detalhamento da técnica utilizada e demonstrar que as mutações induzidas resultam em melhorias específicas no organismo, de maneira semelhante ao que ocorre naturalmente. Somente quando esse caráter equivalente ao processo natural é comprovado, a planta resultante é dispensada da regulamentação aplicada aos transgênicos.
A União Europeia considera as culturas produzidas por mutagênese tecnicamente sujeitas à directiva relativa aos OGM, mas os métodos tradicionais (químicos e de radiação) estão isentos de regulamentação.
As variedades mutagênicas tendem a ser disponibilizadas livremente para melhoramento genético de plantas, em contraste com muitas variedades comerciais de plantas ou germoplasma que têm cada vez mais restrições quanto à sua utilização como termos de uso, patentes, tecnologia de restrição de uso genético e outros regimes de propriedade intelectual e formas de aplicação.

### Alimentos orgânicos
Ao contrário dos alimentos geneticamente modificados, que normalmente envolvem a inserção de um ou dois genes-alvo, as plantas desenvolvidas por meio de processos mutagênicos com alterações genéticas aleatórias, múltiplas e inespecíficas têm sido discutidas como uma preocupação, mas não são proibidas pelos padrões orgânicos de nenhuma nação. Relatórios da Academia Nacional de Ciências dos EUA afirmam que não há justificativa científica para regulamentar culturas geneticamente modificadas enquanto não se aplica a mesma regulamentação às culturas obtidas por melhoramento por mutação.
Várias empresas de sementes e alimentos orgânicos promovem e vendem produtos orgânicos certificados que foram desenvolvidos usando mutagênese química e nuclear. Várias marcas certificadas como orgânicas, cujas empresas apoiam rotulagem rigorosa ou até mesmo a proibição total de culturas transgênicas, comercializam o uso de trigo de marca e outras variedades que foram desenvolvidas por processos mutagênicos, sem fazer qualquer menção a essa manipulação genética. Esses produtos orgânicos vão desde cevada e trigo mutagênicos usados como ingredientes em cervejas orgânicas, a variedades mutagênicas de toranjas vendidas diretamente aos consumidores como orgânicas.
As diretrizes do Codex Alimentarius para a produção de alimentos orgânicos aceitam o melhoramento genético por mutação. A IFOAM - Organics International não aceita o uso de mutagênese induzida.

## Liberação por nação
Em 2011, a percentagem de todas as variedades mutagênicas liberadas a nível mundial, por país, foi:
- (25,2%)  China
- (15,0%)  Japão
- (11,5%)  Índia
- (6,7%)  Rússia
- (5,5%)  Países Baixos
- (5,3%)  Alemanha
- (4,3%)  Estados Unidos
- (2,4%)  Bulgária
- (1,7%)  Vietname
- (1,4%)  Bangladesh

Variedades notáveis por país incluem:
 Argentina

- Amendoim Colorado Irradiado (mutante criado com raios X; alto teor de gordura e rendimento, 80% dos amendoins cultivados na Argentina na década de 1980 eram Colorado Irradiado)[40]
- Mutante de arroz Puita INTA-CL (resistência a herbicidas e bom rendimento; também cultivado na Bolívia, Brasil, Costa Rica e Paraguai)[40]

 Austrália
- Variedade mutante de arroz Amaroo (60–70% do arroz cultivado na Austrália era Amaroo em 2001)[40]

 Bangladesh

- Mutantes de arroz Binasail, Iratom-24 e Binadhan-6[40]
- Variedade mutante de feijão mungo Binamoog-5[40]

 Cuba

- Mutante de tomate Maybel (excelente resistência à seca)[40]
- Mutante de arroz GINES (criado usando radiação de prótons; cresce bem em condições salgadas)[40]

 China

- Mutantes de soja da série Henong[40]
- Arroz Jiahezazhan e Jiafuzhan (mutações obtidas por irradiação de pólen; alto rendimento e qualidade, muito adaptável, resistentes ao percevejo e à brusone)[40]
- Algodão Lumian Número 1[41]
- Batata doce Purple Orchard 3[42]
- Soja Tiefeng 18[40]
- Arroz Yangdao Número 6[41]
- Trigo Yangmai 156[41]
- Mutante de arroz Zhefu 802 (irradiado com raios gama; resistente à brusone do arroz, bom rendimento mesmo em condições precárias, a variedade de arroz mais plantada entre 1986-1994)[43]
- Mutante de arroz indica 26Zhaizao (criado com raios gama)[43]

 Chéquia
- Cevada Diamant (mutante de alto rendimento e baixa estatura criado com raios X)[44]

 Egito

- Mutantes de arroz de alto rendimento Giza 176 e Sakha 101[40]

 Finlândia

- Mutante de cevada Balder J (melhor resistência à seca, rendimento e germinação)[40]
- Mutantes de aveia com colmo rígido Puhti e Ryhti[40]

 França

- Girassóis com alto teor oleico (cobrindo mais de 50% da área plantada com girassol)

 Alemanha

- Cevada Trumpf[40]

 Gana

- Mandioca mutante Tek bankye (boa capacidade de trituração e maior teor de matéria seca)[40]

 Índia

- Mutantes de feijão mungo Co-4, Pant Mung-2 e TAP[40]
- Algodão MA-9 – o primeiro algodão mutante do mundo, lançado em 1948 (por radiação de raios X; tolerância à seca e alto rendimento)[40]
- Arroz PNR-381[6]
- Mutantes de grão-de-bico Pusa 408 (Ajay), Pusa 413 (Atul), Pusa 417 (Girnar) e Pusa 547, resistentes às doenças de Ascochyta e murcha, além de apresentarem alta produtividade[40]
- Trigo Sharbati Sonora[6]
- Tau-1,[41] MUM 2, BM 4, LGG 407, LGG 450, Co4, Dhauli (TT9E) e Pant Moong-1 cultivares de feijão-preto resistentes ao vírus do mosaico dourado.[6]
- Mutantes de amendoim TG24 e TG37[41]

 Itália

- Trigo duro (especialmente o mutante Creso, criado com nêutrons térmicos)[45][46]

 Japão

- Pera Osa Gold (resistência a doenças)[47]
- A maioria das variedades de arroz cultivadas no Japão possui o alelo mutante sd1 da variedade de arroz Reimei[41]

 Myanmar

- Mutante de arroz Shwewartun (criado pela irradiação de arroz IR5 para proporcionar melhor rendimento, qualidade do grão e maturidade mais precoce)[40]

 Paquistão

- Mutante de arroz de baixa estatura Basmati 370[43]
- Mutante de algodão NIAB-78 (alto rendimento, tolerante ao calor, maturação precoce)[43]
- Mutante de grão-de-bico CM-72 (criado com 150 Gy de raios gama; alto rendimento, resistente à requeima)[48]
- Mutante de feijão-mungo NM-28 (altura curta, maturação uniforme e precoce, alto rendimento de sementes)[48]
- Mutante de lentilha NIAB Masoor 2006 (criado com 200 Gy de radiação; maturação precoce, alto rendimento, resistente a doenças)[48]

 Peru

- Mutante de cevada UNA La Molina 95 (desenvolvido em 1995 para cultivo acima de 3.000 m)[49]
- Mutante Amaranto Centenario "kiwicha" (grão de alta qualidade e exportado como produto orgânico certificado)[49]
- Mutante de cevada Centenario II (desenvolvido para cultivo no planalto andino com alto rendimento, farinha de alta qualidade e tolerância ao granizo)[49]

 Sudão

- Mutante de banana Albeely (melhor qualidade, alto rendimento e melhor suporte)[40]

 Tailândia

- Mutantes de arroz indica aromático RD15 e RD6 (criados com raios gama e lançados em 1977-8; RD 15 apresenta maturação precoce, RD6 possui um valioso endosperma glutinoso). A Tailândia é o maior exportador de arroz aromático do mundo.[40]

 Reino Unido

- Cevada Golden Promise (mutante semi-anão, tolerante ao sal, criado com raios gama).[50] É usada para fazer cerveja e uísque.[51]

 Estados Unidos

- Arroz Calrose 76 (arroz de baixa estatura produzido com raios gama)[6]
- Cevada Luther e Pennrad (variedades mutantes de alto rendimento; Pennrad também é resistente ao inverno)[40]
- Hortelã-pimenta Murray Mitcham (tolerância à murcha de Verticillium)[6]
- Feijão-branco Sanilac (por radiação de raios X; mutante de alto rendimento – variedades de feijão Gratiot e Sea-way foram cruzadas com Sanilac)[40]
- Trigo Stadler (mutante de alto rendimento com resistência ao carvão solto e à ferrugem das folhas e maturidade mais precoce)[40]
- Variedades Star Ruby e Rio Red da toranja Rio Star (criadas usando técnicas de nêutrons térmicos)[6]
- Hortelã-pimenta Todd's Mitcham (tolerância à murcha de verticílio)[6]

 Vietname

- Mutantes de arroz VND 95-20, VND-99-1 e VN121 (aumento do rendimento, melhoria da qualidade, resistência a doenças e pragas)[52][53]
- Mutantes de soja DT84, DT96, DT99 e DT 2008 (desenvolvidos com raios gama para o cultivo de três safras por ano, tolerância ao calor e ao frio e resistência a doenças)[53]

Em 2014, foi relatado que 17 variedades mutantes de arroz, 10 de soja, duas de milho e uma de crisântemo foram oficialmente liberadas para agricultores vietnamitas. 15% do arroz e 50% da soja foram produzidos a partir de variedades mutantes.